# Ацетиленова сажа
Ацетиленова сажа (рос. ацетиленовая сажа, англ. acetylene black) — окремий тип сажі, яка утворюється при екзотермічному розкладі ацетилену. Характеризується більш високим ступенем агрегації і кристалічності в порівнянні з іншими видами сажі (практично чиста графітова форма). Слід відрізняти від сажі, яка побічно утворюється при виробництві ацетилену електродуговим методом.